# 주3일근무제
주3일근무제(Three-Day Week)는 1973년부터 1974년 사이 영국에 도입된 근무제이다.
1974년 1월 1일, 상용전기 이용자가 매주 연이은 3일 소비로 제한을 받았으며 이보다 더 긴 시간 노동하는 것이 금지되었다. TV 방송 기업들은 전기를 절약하기 위해 오후 10시 30분에 방송을 중단해야 했으나 이 제약은 총선이 발표된 이후 중단되었다.